# Vera Rol
Pour les articles homonymes, voir Rol.
Vera Rol, née à Condove le 8 mai 1920 et morte à Rome le 5 décembre 1973, est une actrice italienne surtout active dans les années 1940.

## Biographie
Soubrette de revue, elle a été l'épouse de l'acteur Nuto Navarrini, avec lequel elle a travaillé.
Elle a joué dans Il diavolo nella giarrettiera (opérette de Giovanni D'Anzi portée à la scène au théâtre Reinach de Parme en février 1944 par la Compagnia di riviste Nuto Navarrini.

## Théâtre de revue
- Quel treno chiamato desiderio, de Alfredo Bracchi et Dino Gelic, avec Ugo Tognazzi, Vera Rol, Tina De Mola, Erika Sandri (it), chansons de Bracchi et Giovanni D'Anzi, réalisation de Alfredo Bracchi, première à Milan, 1951.

## Filmographie
- 1941 : È caduta una donna, réalisation d'Alfredo Guarini
- 1947 : Malaspina, réalisation d'Armando Fizzarotti
- 1948 : Nennella, réalisation de Renato May
- 1954 : Bertoldo, Bertoldino e Cacasenno, réalisation de Mario Amendola et Ruggero Maccari

## Crédits de traduction
- (it) Cet article est partiellement ou en totalité issu de l’article de Wikipédia en italien intitulé « Vera Rol » (voir la liste des auteurs).